# ブルーポルノ
『ブルーポルノ』（BluePorno）は、川崎五郎監督による日本映画。2023年9月1日公開。

## 概要
AV女優（現役引退者含む）の楪カレン、森沢かな、桜井あゆ、安藤もあ、真矢みつきが各々5編の物語の主演を務める恋愛映画。主演女優5人に実際の恋愛体験を聞き取り、物語のベースとしており、そこに古今東西の古典や名画のエッセンスを加えフィクションに落とし込んでいる。キャッチコピーは「ピンク色の世界にいた女たちの恋は、淡く切ないブルーポルノだった」、「本気の恋は、喘ぎ声が出ない。泣いてしまう。」。
演技力を磨くため、主演5人は約半年間演技ワークショップに参加した。
長編映画初監督となる川崎五朗は「映画への思いをたくさん詰めました」と述べている。

## あらすじ
カリフォルニア・ドリーミング
楪カレンはママス＆パパスの洋楽『夢のカリフォルニア』（原題：California Dreamin）に恋の思い出がある。初めてこの曲を聴いた高校生時代、映画『恋する惑星』を見てフェイ・ウォンとトニー・レオンのような恋がしたくなり、刺激的な恋がしたくなる恋煩いとなったのだ。正直、映画の内容はわからない。
この日もカレンは潜入捜査官モノの作品を撮っているが、撮影とメイク時間の合間に何度も聴いた。今日の相手役は本業が舞台役者の俳優だ。長身であり、少しトニー・レオンの面影がある。緊張のせいかカレンとは休憩時間も距離を取られたが、それでも挨拶をするとセブンスターを1本くれた。連絡先を聞くと手に嵌られた指輪を見せられた。別に付き合おうと言ったわけではないのに、フラれたような気持ちになった。撮影後の帰り道、舞台俳優に偶然会った。奥さんは韓国人で別居しているらしい。
ボビー・フィッシャーをさがして
安藤もあはAV女優としてデビューして1周年を迎えた。自分へのプレゼントとして、見知らぬ男性と一夜を共にしたくなった。アイドル活動、セクシー女優と過ごしてきたが、いつでも周りはおじさんばかり。世界はおじさんで周ってる。プライベートでもおじさんはたくさんだ。
もあは出会い系アプリを使い、仕事終わりに男と出会うことにした。しかしやってきたのは写真詐欺のおじさんだった。彼を無視したもあは新宿でふらりとバーに入るが、そこは将棋バーだった。店員に棋力を問われたもあは「それは奨励会のですか？アマのですか?」と聞き返し、「アマ7段」と答える。もあは12歳から奨励会に4年半在籍し、アイドル活動が忙しくなり17歳で辞めた過去があった。もあは4年ぶりに駒と向き合い、店員の一人マシバショウイチと対峙する。しばらく駒を並べないもあに対し、バーの客は並べ方を知らない素人なのではと想像するも、対局が進むにつれ緊迫感が増してくる。実はマシバともあは市ヶ谷で対局経験があり、その際にはもあが勝利。このショックで三段目前だったマシバは将棋会館を去ったのだ。
東京ゲートブリッジ
桜井あゆはドン・キホーテで格安で売られていたカブトムシを偏愛している。そのサタンオオカブトがアル・パチーノに見えたことから、あゆはパチーノと命名した。ある日、パチーノが逃げ出した。慌てて家中を探し、撮影帰りに公園で探すも見つからず、東京と千葉の間にかかる東京ゲートブリッジにやってきた桜井は思わず東京生活を振りかえる。あの時量販店の片隅で、誰の助けも求めず売られていたパチーノは、まるで自分を俯瞰で見ているようだった。
港でパチーノを探していると、警備員に呼び止められる。事情を話すと一緒にカブトムシを探すという。男はカブトムシが黙って逃げたのは、死ぬ瞬間をあなたに見られまいとする行動だったのではと打ち明けた。
ヴァージニア・ウルフなんかこわくない
真矢みつきは過去を振り返る。11歳のころ、「ヴァージニア・ウルフのようにお兄ちゃんに犯されたい」と殴り書きで書いた。好きだった男の共通点は少年のような心持つ男だった。何のとりえもなくてもいい。ずるくてもいい。でも弱くて純粋で必死な男が好きだった。しかし少年はいつしか大人になり、また別れを迎えてしまう。
ある日、道を歩いていると大声で怒ったように独り言をしゃべっている男がいた。目を合わせちゃいけないと思い通り過ぎたが、逆に彼に呼び止められる。彼はひとり芝居の稽古をしていて、みつきが役者に見えたことから引き留めたのだという。彼は本番のチケットをくれた。芝居を見に行くと客はまばらであった。

フィッシング ・ウィズ・サムライ
森沢かなは中学生くらいのころから、海に竿をたらしている釣りの時間が好きだった。父の影響でデニス・ホッパー主演の『フィッシング・ウィズ・ジョン』を見せられていたこともある。けれど魚が好きなわけでも食べたいわけでもない。取り留めもなくただぼーっと妄想できる瞬間が心地よいのだ。でもそんなことを対外的に言えるわけはなく、いつも取り繕うように釣りが好きな理由をでっちあげる。あの男が訪ねてきた日もそうだった。男は刑事を名乗り、フィッシング詐欺の犯人をマークしている最中なので、一定時間恋人の振りをしてほしいと頼んできた。

## 登場人物
役名は女優陣と同名であるが、上記あらすじも含め、プロフィールは役柄のものであって演者のものではない。
- 楪カレン　AV女優。男優との交際はタブーであるが、本業が舞台俳優ならばOKなのではと考える。喫煙者。
- 森沢かな　AV女優。釣り指導員免許を持つ。実は酒豪。
- 桜井あゆ　元AV女優だが、現在も脱がない役柄でAV出演しており、花魁姿でカレンの作品で助演。
- 真矢みつき　褐色の妹系AV女優。妹系といえど、キャリアは長い。図書館に行く際はサングラス姿[6]。
- 安藤もあ　AV女優。元アイドルで実は将棋奨励会員。奨励会時代にアイドル的に取り上げられたことでアイドル事務所にスカウトされた。このため当時の将棋関係者にはよく思われていない節がある。
- 寺岡哲　本業は舞台俳優。カレンの現場で初めてAV男優として仕事をする。
- 那珂村神　港の警備員。ふらふら歩いていたあゆを呼び止める。
- 金純樹　刑事を自称する男。好きなものは紹興酒。かなり不器用。
- シュポン・タチバナ　舞台役者。50万をもって状況。実録犯罪をテーマにしたひとり芝居に打ち込む。
- 飯塚颯汰　マシバショウイチ。将棋バーのスタッフ。元奨励会員。
- 西藤圭祐　AV撮影隊のAD。
- 名村藍　AV撮影隊の監督。

## スタッフ
- 監督・脚本：川崎五郎
- エグゼクティブプロデューサー：高田京志
- アソシエイトプロデューサー：宮平薫
- プロデューサー：杉本春
- 撮影監督：原俊介
- 録音：田中秀樹
- ヘアメイク：村山七虹
- 衣装：楪カレン 森沢かな 桜井あゆ 真矢みつき 安藤もあ
- 助監督：西川唯人
- 演出応援：河野宗彦
- 制作進行：岡本有馬
- 製作：ライフソリューション[6]
- 制作・宣伝・配給：レフトハイ
- 製作著作：2023 「ブルーポルノ」製作委員会[6]